# I Am a Bird Now
I Am A Bird Now – drugi album nowojorskiego zespołu Antony and the Johnsons. Bardzo przychylnie przyjęty przez krytykę, został 19 lipca 2005 roku nominowany do nagrody Mercury Music Prize, a następnie 6 września ogłoszony zwycięzcą. Po wygranej album w tydzień wskoczył na miejsce 16 ze 136 brytyjskiej listy przebojów.
Znajdziemy tutaj dziesięć intrygujących i androginicznych ballad, które swoją teatralnością i atmosferą niepokoju nawiązują do nagrań z lat siedemdziesiątych oraz dokonań takich twórców jak David Bowie, czy Lou Reed. Dominuje tutaj dźwięk pianina oraz mocno intymne teksty o płciowym zagubieniu i przeobrażeniu. I tak na przykład w utworze For Today I Am A Boy Antony śpiewa: "Pewnego dnia dorosnę, by zostać piękną kobietą, ale dziś jestem dzieckiem, dziś jestem chłopcem". Całość osadzona jest gdzieś między zmysłowością nagrań Marca Almonda i lirycznymi balladami Morrisseya.
Wśród specjalnych gości na płycie pojawiają się tacy artyści jak Lou Reed, Boy George, Rufus Wainwright oraz dwudziestoletni amerykański songwriter Devendra Banhart. I Am A Bird Now to propozycja dla wszystkich spragnionych oryginalnej, pełnej skrajnych emocji muzyki. Okładkę tworzy fotografia Petera Hujera przedstawiająca Candy Darling, gwiazdę wielbioną przez Warhola, na łożu śmierci.

## Lista utworów
1. Hope There’s Someone
2. My Lady Story
3. For Today I Am a Boy
4. Man Is the Baby
5. You Are My Sister
6. What Can I Do?
7. Fistful of Love
8. Spiralling
9. Free at Last
10. Bird Guhl

Wszystkie utwory zostały napisane i wyprodukowane przez Antony’ego Hagarty.

## Uczestniczyli w nagraniu
- Devendra Banhart – gitara (utwór 5), wokal (utwór 8)
- Steve Bernstein – róg
- John Bollinger – perkusja (utwór 5)
- Keith Bonner – flet
- Boy George – wokal (utwór 5)
- Todd Cohen – perkusja
- Danielle Farina – altówka (utwór 2,9)
- Jason Hart – pianino (utwór 6)
- Antony Hegarty – organy, pianino, wokal
- Julia Kent – wiolonczela
- Parker Kindred – perkusja (utwór 7)
- Jeff Longston – bas
- Maxim Moston – skrzypce
- Rainy Orteca – bas (utwór 7)
- Lou Reed – gitara i wokal (utwór 7)
- Paul Shapiro – róg
- Doug Wieselman – saksofon
- Rufus Wainwright – wokal (utwór 6)
- Joan Wasser – altówka
- Julia Yasuda – wokal (utwór 9)